# 深普提魚
深普提魚，又稱深狐鯛，為輻鰭魚綱鱸形目隆頭魚亞目隆頭魚科的其中一種，分布於中太平洋區的夏威夷群島海域，棲息深度185-190公尺，體長可達45.6公分，棲息在深水礁石區，生活習性不明。

## 擴展閱讀
維基物種上的相關：深普提魚